# Страхиња Бојовић
Страхиња Бојовић (Нови Сад, 4. март 1977) српски  је позоришни, телевизијски и филмски глумац. Дипломирао је 2002. године на Академији уметности Универзитета у Новом Саду, у класи професора Михаила Јанкетића. Члан је Српског народног позоришта.

## Каријера

### Филм и телевизија
Страхиња Бојовић је играо у кратком филму Симулант, Марина Малешевића, а потом и Добро јутро малигна ћелијо истог редитеља. Мање улоге добио је у дугометражним остварењима Журка (2004) те Љубав и други злочини (2008). Појавио се и у кратком филму Африка, а затим у неколико епизода серије Горки плодови. С редитељем Малешевићем поново је сарађивао на филму Срце је мудрих у кући жалости. Учествовао је у реализацији пројеката Бити прах, Код куће и Кућа за одмор (и разоноду). Епизодну улогу имао је у серији Помери се с места, у продукцији Радио-телевизије Војводине, односно Вере и завере исте телевизије. Још једну филмску улогу остварио је у наслову Апофенија. У серији Први сервис, која се репродукује на Јутјубу, Бојовићев лик је преварант Сафет, трговац аутомобилима и пратећом опремом. Такође је заиграо и у серији Државни посао. Ту се појавио у улози матичара Биљана Ристића, антагонисте главног архиватора Ђорђа Чваркова. Једну од улога добио је у кратком филму Живот после смрти.

## Улоге

### Позоришне представе
| Наслов                         | Улога             | Редитељ                   | Позориште                          | Премијера           |
| ------------------------------ | ----------------- | ------------------------- | ---------------------------------- | ------------------- |
| Војцек                         | Андреас           | Ненад Милошевић           | Академско позориште „Промена”      | 27. новембар 1999.  |
| Гимпел луда                    | Гимпел            | Марко Каћански            | Академско позориште „Промена”      | 29. децембар 1999.  |
| Некада                         | Дили              | Зорица Богичевић          | Академско позориште „Промена”      | 14. мај 2001.       |
| Јелизавета Бам                 | Пјотр Николајевич | Марко Цвејић              | Академско позориште „Промена”      | 4. јун 2001.        |
| Вртешка                        | Војник            | Михаило Јанкетић          | Академско позориште „Промена”      | 6. јун 2001.        |
| Електра                        | Зидар             | Михаило Јанкетић          | Академско позориште „Промена”      | 6. јун 2001.        |
| Без поговора (Неми конобар)    | Гас               | Марко Каћански            | Академско позориште „Промена”      | 8. јун 2001.        |
| Говорите ли аустралијски       | Ентони            | Владимир Попадић          | Народно позориште „Тоша Јовановић” | 8. децембар 2001.   |
| Раванград                      | Коста Милин       | Дејан Мијач               | Српско народно позориште           | 17. децембар 2002.  |
| Венчање                        | Влађо             | Марко Каћански            | Српско народно позориште           | 1. новембар 2003.   |
| Фикс идеја                     |                   | Страхиња Бојовић          |                                    | 2004.               |
| Електра                        | Зидар             | Михаило Јанкетић          | Српско народно позориште           | 4. април 2005.      |
| The Grateful Alive             | Невен             | Милош Пушић               | Српско народно позориште           | 21. мај 2005.       |
| Кварна карма                   | Хо                | Марко Каћански            | Српско народно позориште           | 23. мај 2005.       |
| Кабаре Љубинко                 | Љубинко           | Страхиња Бојовић          | Савез драмских уметника Војводине  | 17. октобар 2005.   |
| Ромео и Јулија                 | Парис             | Предраг Штрбац            | Српско народно позориште           | 6. децембар 2005.   |
| Расправа (и тако те ствари)    | Месрин            | Слађана Килибарда         | Српско народно позориште           | 15. децембар 2006.  |
| Београд некад и сад            | Вучко             | Синиша Ковачевић          | Позориште младих                   | 11. март 2006.      |
| Наход Симеон                   | Калуђер           | Томи Јанежич              | Српско народно позориште           | 25. мај 2006.       |
| Тартиф                         | Дамис             | Душан Петровић            | Српско народно позориште           | 5. фебруар 2008.    |
| Тајни дневник Вирџиније Вулф   | Луис              | Милена Павловић Чучиловић | Српско народно позориште           | 6. фебруар 2010.    |
| Тимон Атињанин                 | Семпроније        | Горчин Стојановић         | Српско народно позориште           | 20. октобар 2010.   |
| Посетилац                      | више улога        | Страхиња Бојовић          | Плус театар Нови Сад               | 29. октобар 2010.   |
| Вече са Тинијем                | Тини              | Богдан Јанковић           | Плус театар Нови Сад               | 20. новембар 2012.  |
| Оставите поруку или Бегунци    | Зоран             | Вида Огњеновић            | Српско народно позориште           | 9. мај 2014.        |
| Бог масакра                    |                   | Петар Јовановић           | Плус театар Нови Сад               | 15. новембар 2014.  |
| Ватрена ћелија                 | Војин             | Марко Торлаковић          | Српско народно позориште           | 4. април 2015.      |
| Виолиниста на крову            | Јусл              | Атила Береш               | Српско народно позориште           | 23. мај 2015.       |
| Дух који хода (Прометејев пут) | Жан               | Александар Поповски       | Српско народно позориште           | 15. септембар 2015. |
| На Дрини ћуприја               |                   | Кокан Младеновић          | Српско народно позориште           | 17. март 2016.      |
| Развојни пут Боре Шнајдера     | Селимир           | Предраг Штрбац            | Српско народно позориште           | 17. мај 2016.       |
| Лажа и паралажа                | Мита              | Слободан Бранковић        | Српско народно позориште           | 19. јануар 2018.    |
| Билборд                        | Дејмон            | Петар Јовановић           | Српско народно позориште           | 25. јануар 2018.    |
| Доплер                         | Доплер            | Александар Поповски       | Српско народно позориште           | 25. октобар 2018.   |
| Светозар                       | Ника Максимовић   | Југ Радивојевић           | Српско народно позориште           | 24. новембар 2018.  |
| Катар                          |                   | Огњен Петковић            | Српско народно позориште           | 23. септембар 2019. |
| Велика депресија               |                   | Марко Челебић             | Српско народно позориште           | 9. децембар 2020.   |
| Деобе                          | Доктор            | Jуг Радивојевић           | Српско народно позориште           | 16. март 2021.      |

### Филмографија
|                   | 2000▼ | 2010▼ | 2020▼ | Укупно |
| ----------------- | ----- | ----- | ----- | ------ |
| Дугометражни филм | 3     | 2     | 0     | 5      |
| ТВ филм           | 0     | 0     | 0     | 0      |
| ТВ серија         | 1     | 4     | 0     | 5      |
| Кратки филм       | 3     | 2     | 1     | 6      |
| Укупно            | 7     | 8     | 1     | 16     |

| Год.    | Назив                                    | Улога                  |
| ------- | ---------------------------------------- | ---------------------- |
| 2000-е▲ |                                          |                        |
| 2001.   | Симулант (кратки филм)                   |                        |
| 2004.   | Добро јутро малигна ћелијо (кратки филм) | Дон                    |
| 2004.   | Журка                                    | Војни полицајац I      |
| 2008.   | Љубав и други злочини                    | Буца                   |
| 2004.   | Африка (кратки филм)                     |                        |
| 2008.   | Горки плодови (серија)                   | Мома                   |
| 2009.   | Срце је мудрих у кући жалости            | Шеф студентске задруге |
| 2010-е▲ |                                          |                        |
| 2011.   | Бити прах (кратки филм)                  | Наратор                |
| 2011.   | Код куће (кратки филм)                   |                        |
| 2015.   | Кућа за одмор (и разоноду)               |                        |
| 2015.   | Помери се с места (серија)               | Поп Игњат              |
| 2016.   | Апофенија                                |                        |
| 2016.   | Вере и завере (серија)                   | Руски војник I         |
| 2016—   | Први сервис (серија)                     | Сафет                  |
| 2017—   | Државни посао (серија)                   | Биљан Ристић           |
| 2020-е▲ |                                          |                        |
|         | Живот после смрти (кратки филм)          | Настојник              |

## Награде и признања
| Година | Остварење      | Награда                                                                            |
| ------ | -------------- | ---------------------------------------------------------------------------------- |
| 2004.  | Фикс идеја     | Награда за најбољег младог глумца на Фестивалу монодраме и пантомиме у Земуну      |
| 2006.  | Кабаре Љубинко | Награда за најбољег глумца Трема феста у Руми                                      |
| 2019.  | Доплер         | Годишња награда Српског народног позоришта за улогу Доплера у истоименој представи |

## Галерија
- Фотографије Српског народног позоришта
- Зверињак, Драма СНП-а, Нови Сад, 2007/08; Страхиња Бојовић, Александар Гајин, Драгослав Пешић
- Тимон Атињанин, Драма СНП-а, Нови Сад, 2010-2011; Зоран Богданов, Предраг Момчиловић, Душан Јакишић, Борис Исаковић, иза - Милован Филиповић, Страхиња Бојовић
- Расправа (и тако те ствари), прозна комедија Пјера Марива; Јована Мишковић, Александар Гајин, Милица Грујичић, Гордана Јосић, Срђан Секулић, Страхиња Бојовић, СНП, Нови Сад, 2006/07.
- Тартиф, Драма СНП, 2007/08; једна од најпознатијих Молијерових комедија; у режији Душана Петровића; глумци: Страхиња Бојовић, Јована Стипић